# Laetare
Laetare, четвёртое воскресенье Великого поста — в литургическом календаре Католической церкви и ряда протестантских церквей четвёртое воскресенье Великого поста.
Это воскресенье стоит несколько особняком на фоне всех остальных дней великопостного периода. Этот день — своеобразный перерыв в посте — символизирует радость грядущего праздника. Это единственный день Великого поста, когда священники имеют право служить не в фиолетовых облачениях, символизирующих покаяние, а в розовых, символизирующих радость (см. Литургические цвета в римском обряде). В этот день допускается украшать храм цветами и украшениями розового цвета. Аналогичный день существует и в период Адвента — это Gaudete, третье воскресенье Адвента.

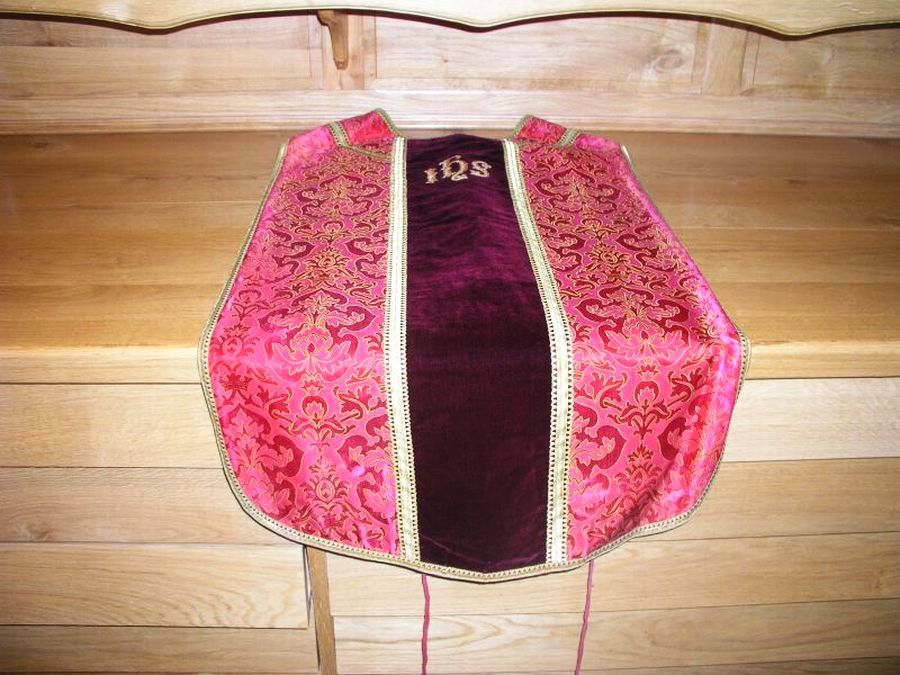
Розовая казула, используемая при богослужении в дни Laetare и Gaudete

Название Laetare (лат. Возвеселитесь) происходит от первой строки интроита этого дня «Laetare Jerusalem: et conventum facite, omnes qui diligitis eam», «Возвеселитесь с Иерусалимом и радуйтесь о нём, все любящие его» (Ис. 66:10).
Дни, на которые выпадает 4 воскресенье Великого поста:
- 2016: 6 марта
- 2017: 26 марта
- 2018: 11 марта
- 2019: 31 марта
- 2020: 22 марта
- 2021: 14 марта
- 2022: 27 марта
- 2023: 19 марта
- 2024: 10 марта
- 2025: 30 марта